# Foditany à sourcils jaunes
Crossleyia xanthophrys
Espèce
Statut de conservation UICN

 LC  : Préoccupation mineure
Le Foditany à sourcils jaunes (Crossleyia xanthophrys) est une espèce de passereau de la famille des Bernieridae, endémique de Madagascar.